# Paul Wagner (Agronom)
Paul Wagner (* 7. März 1843 in Liebenau bei Nienburg/Weser; † 25. August 1930 in Darmstadt) war ein deutscher Agrikulturchemiker.

## Lebensweg
Paul Wagner, Sohn des Apothekers und Bürgermeisters in Mölln Friedrich Heinrich Wagner und Bruder des Pädagogen Georg Wagner, studierte Chemie und Pharmazie in Erlangen und war von 1867 bis 1872 am agrikulturchemischen Laboratorium der Universität Göttingen tätig. Hier betreute er die chemischen Praktika der studierenden Landwirte und beschäftigte sich mit Fragen der Pflanzenernährung. 1869 promovierte er in Göttingen mit der Dissertation Vegetations-Versuche über die Stickstoff-Ernährung der Pflanzen und 1871 erhielt er mit der Habilitationsschrift Das Verhalten der Phosphorsäure im Erdboden die Venia legendi für Agrikulturchemie. Von 1872 bis 1923 leitete er als Direktor die Landwirtschaftliche Versuchsstation Darmstadt, die sich unter seiner Ägide zu einer führenden agrikulturchemischen Forschungsstätte entwickelte.
Wagner war mit einer Tochter des Juristen und Schriftstellers Wilhelm Franz Francke verheiratet. Aus dieser Ehe ist Else Wagner hervorgegangen, die spätere Frau von Emil Fuchs. Die Familie Francke ist zugleich jene alte hannöversche Pfarrfamilie, aus der auch schon August Hermann Francke stammte, der Gründer des Halleschen Waisenhauses, der heutigen Franckesche Stiftungen.

## Forschungsschwerpunkte
Während der ersten Jahre seiner Tätigkeit in Darmstadt beschäftigte sich Wagner vorwiegend mit analytischen Arbeiten. Er verbesserte chemische Untersuchungsmethoden und prüfte das Verhalten von Düngemitteln im Ackerboden. Seit 1877 widmete er sich besonders den methodischen Fragen bei der Anlage von Düngungsversuchen. Er prüfte die Wirkung von Düngemitteln auf mit Zementwänden umrandeten Klein-Parzellen in vier- bis sechsfacher Wiederholung. Dadurch erhielt er – im Gegensatz zu den seinerzeit oft widersprüchlichen Ergebnissen aus großflächigen Feldversuchen – nicht nur relativ verlässliche Durchschnittswerte, sondern er konnte auch die Fehlergrenzen seiner Versuchsergebnisse ermitteln. Diese „Klein-Parzellen-Methode“ wurde alsbald von den meisten anderen landwirtschaftlichen Versuchsstationen in Deutschland übernommen.
Etwa ab 1885 galt die von Wagner geleitete Landwirtschaftliche Versuchsstation Darmstadt, die durch den Bau neuer Laboratorien und Gewächshäuser sowie durch vergrößerte Versuchsflächen mustergültig ausgestattet war, als das Zentrum der Düngungsforschung in Deutschland. Ein Arbeitsschwerpunkt waren fortan Untersuchungen zur Phosphatdüngung. Wagner hatte frühzeitig den hohen Wert der feingemahlenen Thomasschlacke erkannt und Analysenmethoden zur handelsmäßigen Bewertung dieses Düngemittels entwickelt. Aber auch die noch ungelösten Fragen einer optimalen Stickstoffdüngung der Kulturpflanzen hat er in zahlreichen Versuchen geprüft, teilweise in enger Zusammenarbeit mit der Dünger-Abteilung der Deutschen Landwirtschafts-Gesellschaft. Wagner hat die Ergebnisse seiner Forschungen in über 300 Zeitschriften-Beiträgen und in ca. 40 Büchern beziehungsweise eigenständigen Schriften publiziert.
Der Münchner Agrikulturchemiker Franz von Soxhlet hatte 1910 als Vorstandsmitglied des Verbandes landwirtschaftlicher Versuchs-Stationen im Deutschen Reiche gegen Wagner den Vorwurf erhoben, er habe in wissenschaftlichen Arbeiten über den Wert des Thomasphosphates Analysendaten gefälscht, um eine günstigere Wirkung des Düngers vorzutäuschen. Wagner trat daraufhin aus dem Verband aus und bezog gegen diese Anschuldigung 1911 öffentlich Stellung mit der umfangreichen Schrift Der Fall Soxhlet. Eine Antwort. Es kam auch zu einem gerichtlichen Verfahren (Einzelheiten bei A. Finck: siehe im Abschnitt Literatur).

## Ehrungen und Auszeichnungen
Aufgrund seiner außerordentlichen Verdienste auf dem Gebiet der Pflanzenernährung und Düngerlehre galt Wagner als einer der großen Agrikulturchemiker seiner Zeit. Von seinen zahlreichen Ehrungen und Auszeichnungen sind hier hervorgehoben:
- 1881 Verleihung des Titels Professor durch Großherzog Ludwig IV. (Hessen-Darmstadt).
- 1891 Verleihung des Nordstern-Ordens durch den König von Schweden.
- 1897 Ernennung zum Geheimen Hofrat durch Großherzog Ernst Ludwig IV. (Hessen-Darmstadt).
- 1907 Verleihung der Goldenen Liebig-Medaille – höchste Auszeichnung der deutschen Landwirtschaft.
- 1909 Verleihung des Sankt-Olav-Ordens durch König Haakon VI. von Norwegen.
- 1910 Ehrendoktorwürde (Dr.-Ing. h. c.) der Technischen Hochschule Darmstadt.
- 1911 Aufnahme in die Académie des sciences[1]
- 1923 Ehrendoktorwürde (Dr. agr. h. c) der Landwirtschaftlichen Hochschule Berlin.
- 1923 Verleihung des Adlerschildes des Deutschen Reiches durch den Reichspräsidenten Friedrich Ebert.
- 1923 Ehrenmitglied der Deutschen Landwirtschafts-Gesellschaft.
- 1923 Errichtung der „Paul-Wagner-Stiftung“.
- 1950 Der Verband Deutscher Landwirtschaftlicher Untersuchungs- und Forschungsanstalten stiftet den „Paul-Wagner-Preis“. Er wird an junge Wissenschaftler vergeben für hervorragende Arbeiten auf dem Gebiet der Pflanzenernährung und Düngerlehre.

## Schriften (Auswahl)
- Lehrbuch der Düngerfabrikation und Anleitung zur chemischen Untersuchung der Handelsdünger. Braunschweig 1877 = Lehrbuch der rationellen Praxis der landwirthschaftlichen Gewerbe Bd. 12.
- Beiträge zur Begründung und Ausbildung einer exakten Methode der Düngungsversuche. In: Journal für Landwirthschaft Bd. 28, 1880, S. 9–57.
- Der Düngewerth und die rationelle Verwendung der Thomasschlacke im Vergleich zum Superphosphat, Knochenmehl, rohen Peruguano und Coprolithenmehl. Darmstadt 1888 = Forschungen auf dem Gebiete der Düngerlehre H. 1.
- Forschungen auf dem Gebiete der Pflanzenernährung. I. Theil: Die Stickstoffdüngung der landwirthschaftlichen Kulturpflanzen. (gemeinsam mit R. Dorsch). Berlin 1892. - Rezension von Georg Liebscher in: Journal für Landwirtschaft Bd. 40, 1892, S. 369–381.
- Anwendung künstlicher Düngemittel. Berlin 1900; 8. Aufl. 1926 = Thaer-Bibliothek Bd. 100.
- Der Fall Soxhlet. Eine Antwort. Darmstadt 1911.